# گورستان خلفلو
گورستان خلفلو مربوط به دوره ساسانیان - سده‌های اولیه دوران‌های تاریخی پس از اسلام است و در شهرستان کوثر، بخش مرکزی، دهستان سنجبد شمالی، روستای خلفلو واقع شده و این اثر در تاریخ ۲۶ اسفند ۱۳۸۷ با شمارهٔ ثبت ۲۵۸۲۱ به‌عنوان یکی از آثار ملی ایران به ثبت رسیده است.